# Zoropsidae

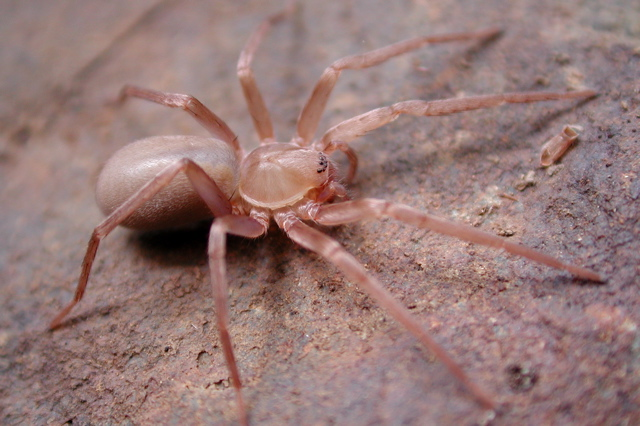
Przedstawiciel rodzaju Titiothus

Zoropsidae – rodzina pająków z podrzędu Araneomorphae i nadrodziny Lycosoidea.
Takson ten wprowadzony został w 1882 roku przez Philippa Bertkau. Wraz z rodziną Udubidae i nadrodziną Lycosoidea tworzy klad OC (od ang. oval calamistrum), charakteryzujący się rozstawem szczecinek budujących grzebień przędny na planie owalnym do wielokątnego.
Pająki te mają karapaks z podłużnym rowkiem tułowiowym, ośmioma oczami ułożonymi w dwa rzędy. Ich szczękoczułki wyposażone są w ząbki. Wszystkie odnóża są zaopatrzone w silne kolce, w tym kolce brzuszne występujące na goleniach i nadstopiach dwóch pierwszych par. Nadstopia wszystkich nóg wyposażone są w scopulae i błoniastą listewkę na wierzchołku. Stopy wyposażone są w przypazurkowe kępki włosków, scopulae i parę pazurków. Zoropsidae mają ponadto dwuczęściowe siteczko przędne i grzebienie przędne.
Zalicza się tu 26 rodzajów:
- Akamasia Bosselaers, 2002
- Anachemmis Chamberlin, 1919
- Austrotengella Raven, 2012
- Birrana Raven et Stumkat, 2005
- Cauquenia Piacentini, Ramírez et Silva, 2013
- Ciniflella Mello-Leitão, 1921
- Devendra Lehtinen, 1967
- Griswoldia Dippenaar-Schoeman et Jocqué, 1997
- Hoedillus Simon, 1898
- Huntia Gray et Thompson, 2001
- Itatiaya Mello-Leitão, 1915
- Kilyana Raven et Stumkat, 2005
- Krukt Raven et Stumkat, 2005
- Lauricius Simon, 1888
- Liocranoides Keyserling, 1881
- Megateg Raven et Stumkat, 2005
- Phanotea Simon, 1896
- Pseudoctenus Caporiacco, 1949
- Socalchemmis Platnick et Ubick, 2001
- Takeoa Lehtinen, 1967
- Tengella Dahl, 1901
- Titiotus Simon, 1897
- Uliodon L. Koch, 1873
- Wiltona Koçak et Kemal, 2008
- Zorocrates Simon, 1888
- Zoropsis Simon, 1878